# Gdańsk Rębiechowo
Gdańsk Rębiechowo – przystanek Pomorskiej Kolei Metropolitalnej na wysokości ok. 135 m n.p.m. w Rębiechowie, leżący w granicach miasta Gdańska (dzielnicy Matarnia), blisko granicy ze wsiami Banino i Rębiechowo.

## Ruch pasażerski
| Rok  | Wymiana pasażerska na dobę |
| ---- | -------------------------- |
| 2017 | 100-149                    |
| 2022 | 700-999                    |

Przystanek jest ostatnim przystankiem na terenie Gdańska w kierunku Żukowa i przedostatnim w kierunku Gdyni.
W trakcie projektowania do 2011 przystanek nosił roboczą nazwę „Barniewicka”, zmienioną później w wyniku plebiscytu na „Banino”, a następnie na „Gdańsk Rębiechowo”. Przystanek został zbudowany na niezabudowanym terenie (nie licząc kilku jednorodzinnych nieruchomości), wykorzystywanym rolniczo.
12 marca 2019 przy przystanku oddano do użytku parking na 390 samochodów, zbudowany kosztem 9 mln zł. Zbudowano także wiaty dla komunikacji miejskiej ze znakami wskazującymi, że to przystanki. Jest to jednak mylące, bo żaden autobus nie zatrzymuje się tutaj.